# Turbaná
Turbana es un municipio de Colombia, situado en el norte del país, en el departamento de Bolívar. Se encuentra a unos 80 m s. n. m., y colinda al norte con el municipio de Turbaco y la ciudad de Cartagena, al sur con el municipio de Arjona.
El municipio de Turbaná, con una extensión de 159,35 km² y unos 17669 habitantes, pertenece a la Subregión Dique. Por este motivo, un 38.3% del uso del suelo está dedicado a una economía campesina, cuyos cultivos son principalmente maíz, yuca, plátano, fríjol y frutales.

## Toponimia
Aunque oficialmente el municipio tiene como nombre Turbaná, la mayoría, incluyendo sus pobladores, no mencionan con acento la última “a” de la palabra, lo que hace que muchas veces esta se escriba sin la tilde.

## División Político-Administrativa
Aparte de su Cabecera municipal. Turbaná, tiene bajo su jurisdicción los siguientes Centros poblados: 
- Ballestas.
- Lomas de Matunilla.

## Historia

### Malibú
Gracias a la información suministrada por cronistas españoles, se sabe que el siglo XV, grupos humanos llamados el grupo Malibú se establecieron en las riberas del río Magdalena y las orillas de las numerosas lagunas, y que se extendieron hacia el norte hasta Cartagena.

La proyección hacia el norte de los caribes del bajo Magdalena, está delimitada por los grupos Malibú-Mocaná, cuyo territorio se extiende desde Tamalameque hasta el citado río y también por parte del litoral hacia Cartagena
.

La tribu Malibú se asentó desde la laguna de Zapatosa hasta la desembocadura del Magdalena, penetrando hasta Cartagena, incluyendo el Canal del Dique hasta el Mar de las Antillas.

La familia lingüística Malibú, comprendía tres tribus: los Pacabuy y Sompallón, o Malibú de las lagunas; los Malibú del río Magdalena y los Mocaná en el bajo Magdalena. Los primeros vivían al rededor de las lagunas aledañasal Magdalena, entre Tenerife y Tamalameque, en las poblaciones de Sempeheguas, Panquiche, Sopotí, Zopatosa, Simichagua y Soloba; los del rio vivían en las poblaciones de Tamalameque, Tapalaguataca, Nocabo y todas las riberas siguientes hasta Tenerife
.

Por otra parte, los indigenas de las cercanias de Cartagena eran igualmente de los Malibú
.

Según la información suministrada por Fray Pedro Simón, se podría inferir que la tribu llegó a las costas colombianas desde el Mar, mediante Canoas provenientes desde lugares costeros de Venezuela:

Aunque todos los indios de esta provincia, se llaman con un común nombre, los Mocanaes, y todos se originaban de los que habían venido a poblar allí en canoas desde Maracapana y Caracas, con todo eso, por intereses particulares se abrasaban con guerras y disensiones
.

#### Economía, subsistencia
Gracias a los ríos pequeños provenientes de las sierras, la economía de la tribu se basaba principalmente en la agricultura del maíz, ahuyamas, la yuca y de otras raíces y frutas.
Con la abundancia del maíz y la yuca, los Malibú acostumbraban a preparar, respectivamente, chicha y cazabe, alimentos que se siguen consumiendo en Turbaná. 

...llámase el pan que se face desta yuca, cazabe. Rállase esta yuca y después la exprimen como a la uva o la aceituna en España, para que salga el agua, y luego en unos bureles como cazuelas grandes, puestos al fuego, se facen unas tortas, aunque a los indios más les sirve para comer cocida y asada para fortaleza de la chicha que beben, que es un vino
.

## Geomorfología
Turbaná existe sobre sedimentos formados por arcillas arenosas; estas, que afloran en la población y sus alrededores, son plásticas y de colores vivos. Las colinas son un conjunto de terrazas y abanicos aluviales moderadamente disectados. Durante el mioceno superior, la Costa Atlántica era una antigua plataforma marina, consistente en una masa de calizas coralinas que descansan sobre estratos arcillosos; la caliza parece corresponder a un remanente de un arrecife coralino del mar mioceno superior.

## Demografía
| Evolución demográfica de Turbaná desde 1985                                                                         |
| |
| Fuente.- Departamento Administrativo Nacional de Estadística - Colombia (DANE)" - Elaboración gráfica por Wikipedia |

## Transporte y comunicaciones
Los buses intermunicipales, las motos y los vehículos privados, también conocidos como colectivos, son los sistemas de transporte más utilizado en Turbaná. 
Entre estos, el único legal es el de los buses, por lo que sus conductores usualmente manifiesta descontentos, aduciendo que los servicios piratas son responsables de la sustancial perdida de sus pasajeros.
Las vías de acceso principales del municipio son las de la vía Turbaco y la de la variante mamonal.

### Distancias
Con las dos vías de acceso a Turbaná, se puede llegar a los destinos sin inconvenientes. A continuación se muestra una tabla en la que se describen las distancias vía carretera y tiempo estimado de viaje, hacía las ciudades y poblaciones más relevantes para los turbaneros. 
| Destino   | Distancia(km) | Tiempo estimado de viaje |
| --------- | ------------- | ------------------------ |
| Turbaco   | 9             | 15 Minutos               |
| Cartagena | 20            | 28 Minutos               |
| Arjona    | 16            | 23 Minutos               |
| Bogotá    | 1039          | 13 horas 15 Minutos      |
| Medellín  | 638           | 7 horas 43 Minutos       |

## Gastronomía

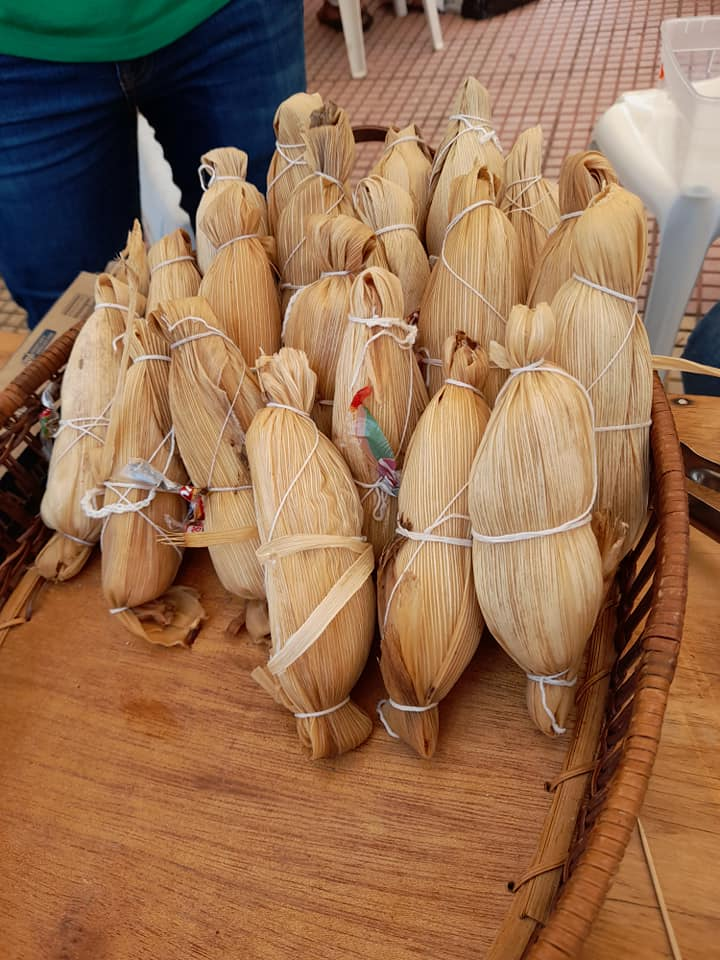
Bollo de maíz blanco (Los bollos son esenciales en el desayuno Turbanero).

La gastronomía turbanera se caracteriza por ser una cocina sabrosa, de sabores fuertes y platos sencillos. Las sopas de mondongo, de pata de cerdo o de res con vituallas como plátano, ñame, yuca y maíz, son combinaciones tradicionales para el almuerzo turbanero. Arroz con frijoles, lentejas, zaragoza y carnes son uno de los platos que se comen como cena. Y para el desayuno, se acostumbra a comer arepas de harina o maíz; bollos (envueltos) de mazorca tierna, de mijo o de maíz seco y blanco; fritos como carimañola y empanadas acompañadas con café con leche o chocolate.
Si se hace un contraste de la proporción de sal que se aplica a las comidas turbaneras, con las comidas en regiones más al interior del país, se podría decir que estas primeras son más saladas.
Existe una tradición en Turbaná, al igual que en los municipios aledaños, que consiste en celebrar  Semana Santa con una variedad de dulces que se acompañan con galletas o panes. Estos dulces consisten en la combinación de extractos de frutas, endulzantes como la panela o azúcar y especias como el clavo de olor.
Entre los dulces más comunes que se cocinan en la semana, se encuentra el dulce de papaya, de mango, de coco y de guayaba.

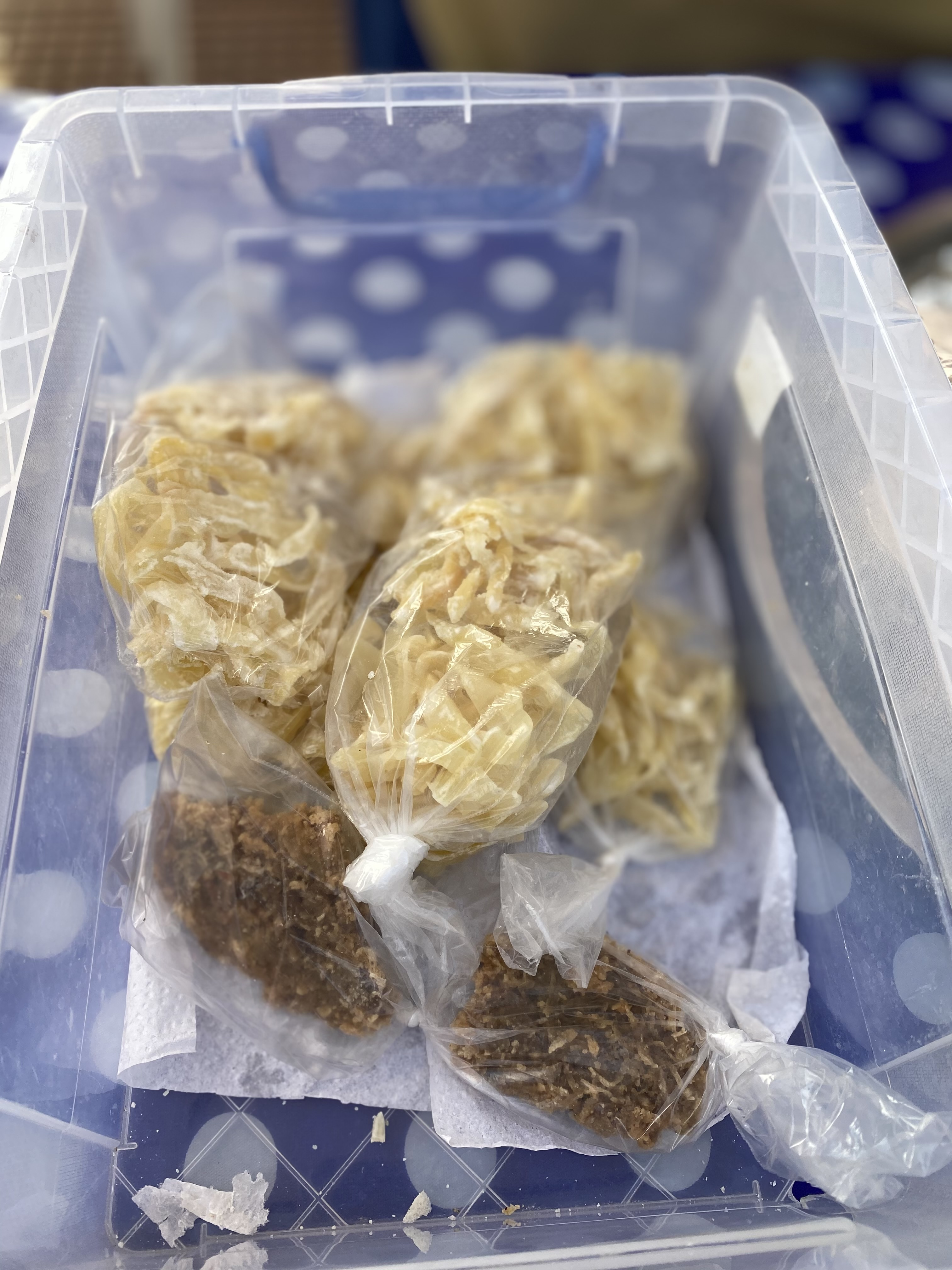
Caballitos.
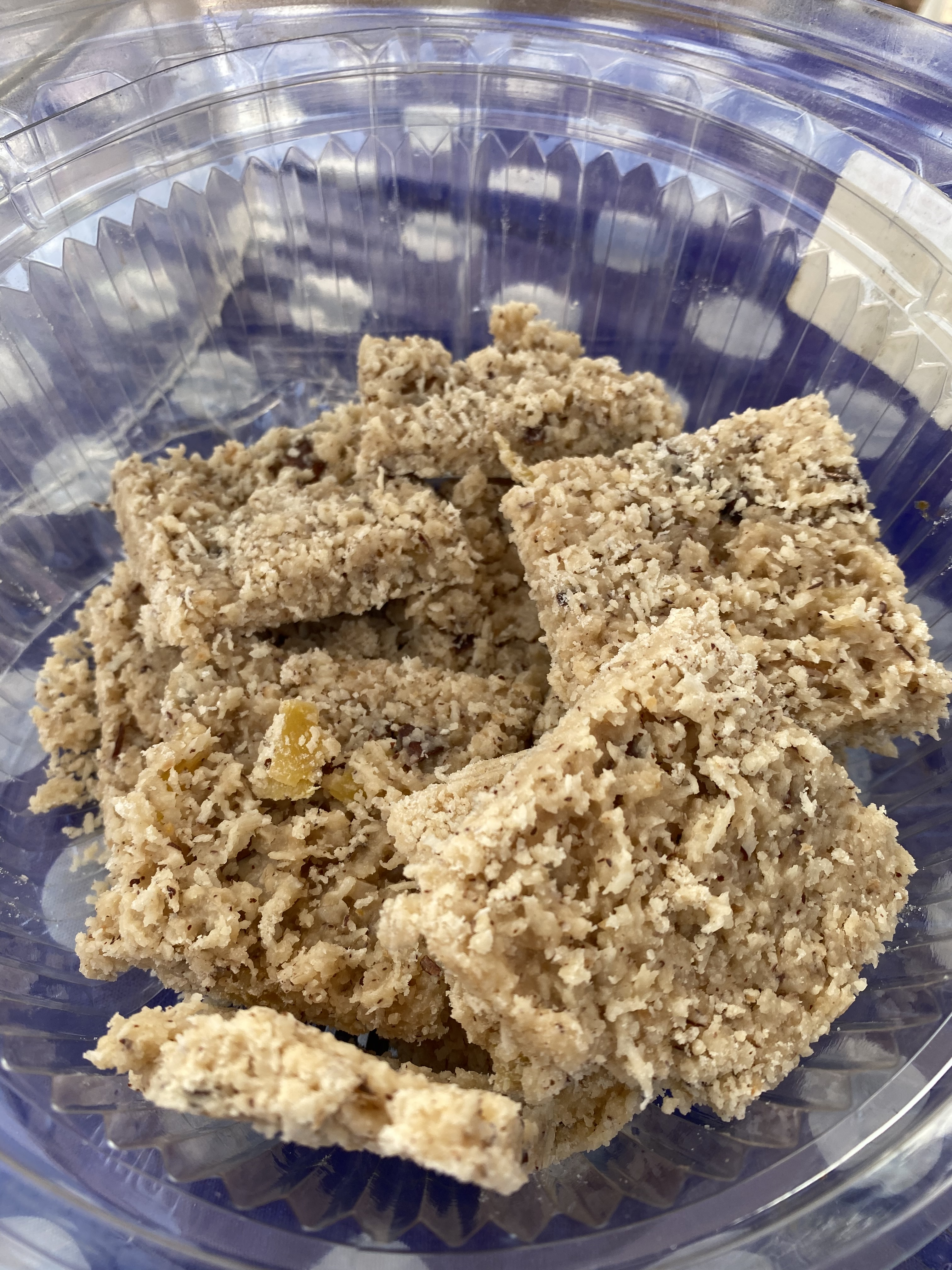
Cocadas.
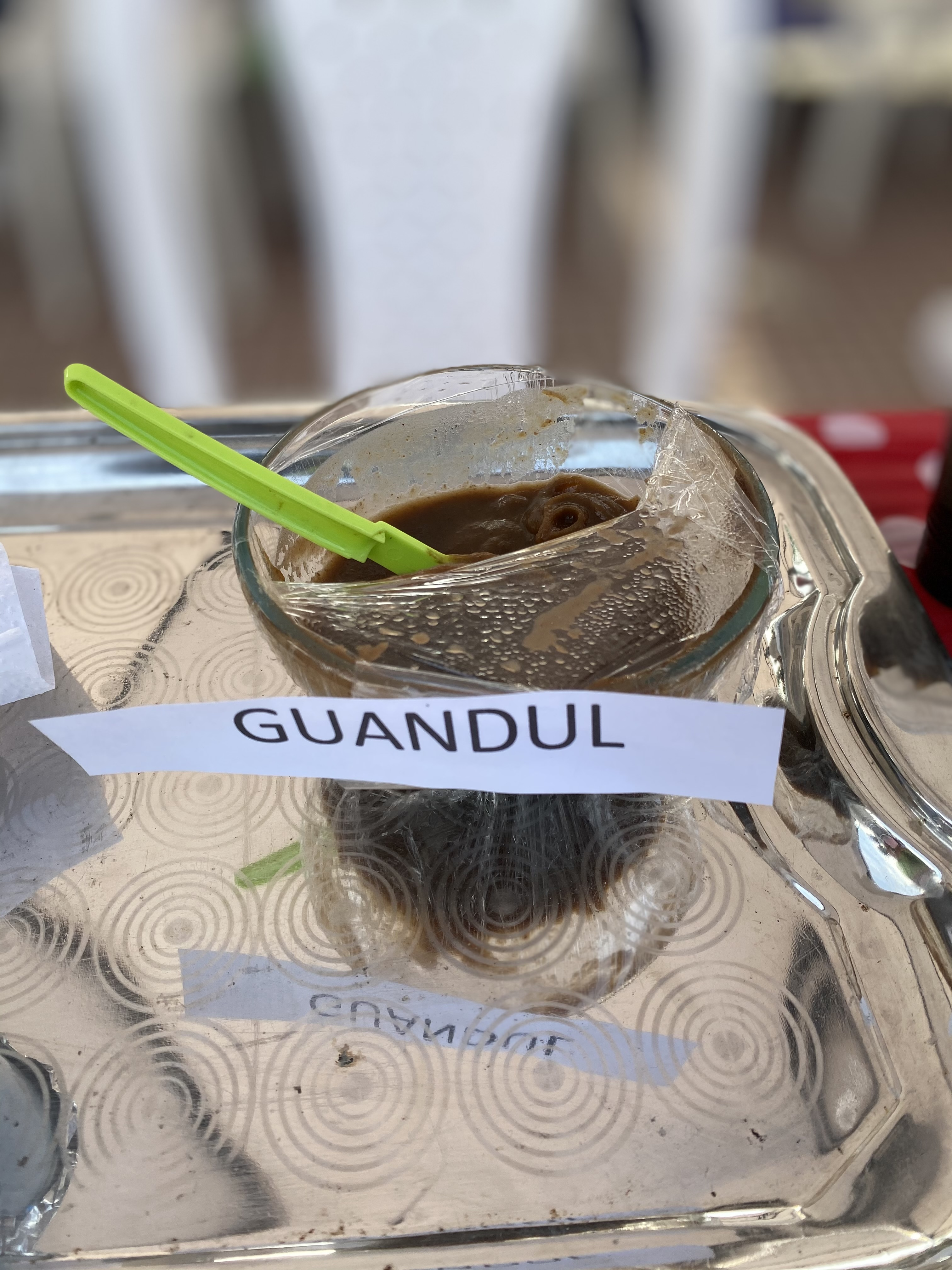
Dulce de Guandú.
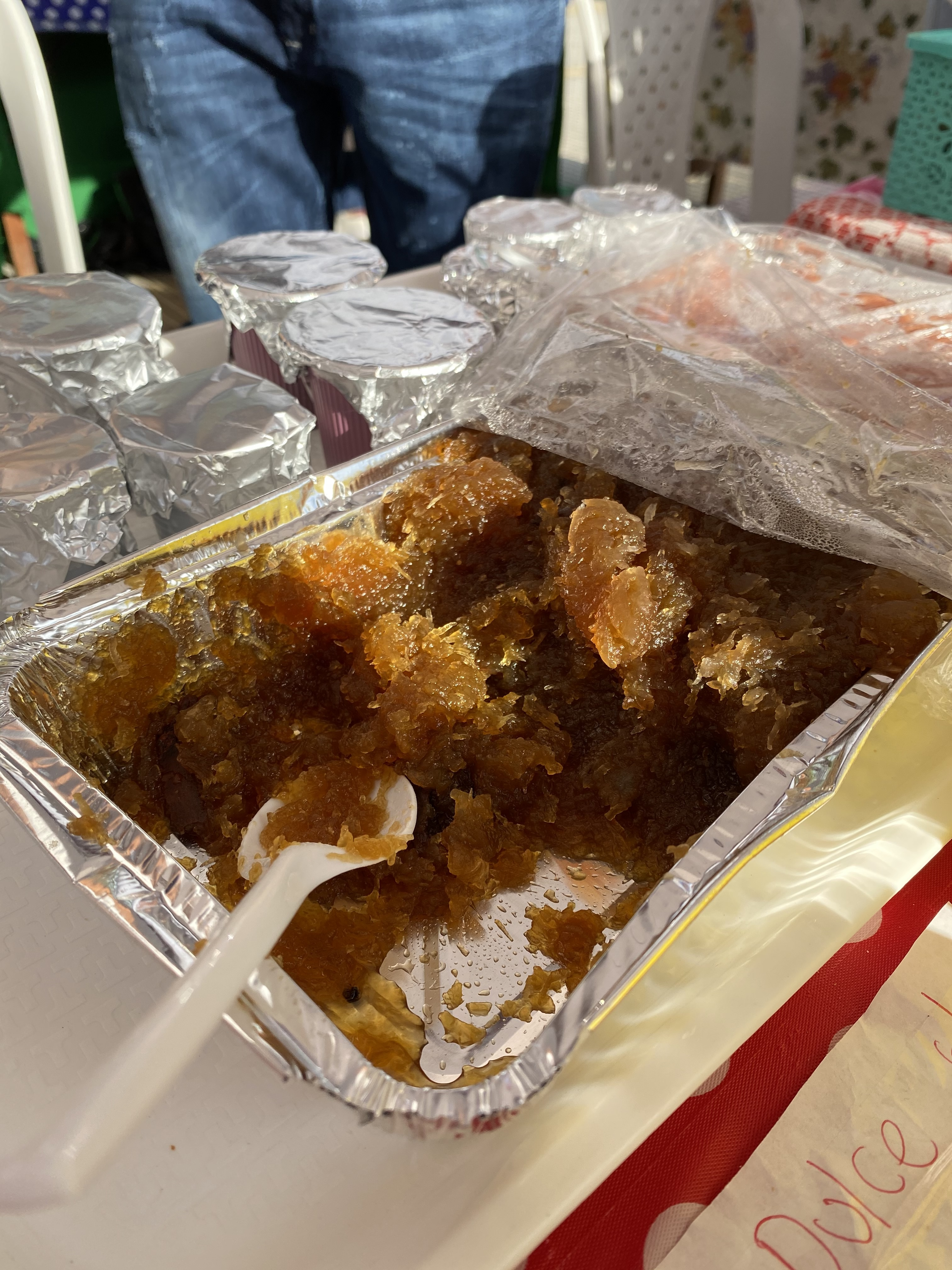
Dulce de Papaya.

## Estructura organizacional municipal
| Turbaná      | Turbaná     | Turbaná                    |
| Departamento | Código DANE | Categoría municipal (2023) |
| ------------ | ----------- | -------------------------- |
| Bolívar      | 13838       | Sexta                      |

- Personería: Es un centro del Ministerio Público de Colombia que ejerce, vigila y hace control sobre la gestión de las alcaldías y entes descentralizados; velan por la promoción y protección de los derechos humanos; vigilan el debido proceso, la conservación del medio ambiente, el patrimonio público y la prestación eficiente de los servicios públicos, garantizando a la ciudadanía la defensa de sus derechos e intereses.

- Concejo Municipal: Es la suprema autoridad política del municipio. En materia administrativa sus atribuciones son de carácter normativo. También le corresponde vigilar y hacer control político a la administración municipal. Se regulan por los reglamentos internos de la corporación en el marco de la Constitución Política Colombiana (artículo 313) y las leyes, en especial la Ley 136 de 1994 y la Ley 1551 de 2012.

Constituido por 11 concejales por un periodo de 4 años.
- Alcaldía Municipal: En esta se encuentra la administración municipal y las entidades descentralizadas del municipio.

El Alcalde se pronuncia mediante decretos y se desempeña como representante legal, judicial y extrajudicial del municipio. El actual Alcalde municipal es Marcos Olascuaga Arrieta (2024-2027), elegido por voto popular.
- JAL.

## Servicios públicos
- Energía Eléctrica: Afinia, del grupo EPM, es la empresa prestadora del servicio de energía eléctrica.
- Gas Natural: Surtigas es la empresa distribuidora y comercializadora de gas natural en el municipio.